# Llista de videojocs de NES
Aquest article és una llista de videojocs que es van llançar per la videoconsola NES, organitzats alfabèticament per nom. Principalment, aquest article hi ha llançaments de l'Amèrica del Nord, particularment amb les dates dels llançaments. Però també hi ha d'Europa, Austràlia i diversos països. Per a la llista dels llançaments de videojocs de la Famicom al Japó i altres llocs d'Àsia, mireu la Llista de videojocs de Famicom. La NES va ser llançat a Europa i Austràlia a finals de 1986 i distribuït per diverses companyies de tercers fins que Nintendo es va fer càrrec de la distribució en 1990. També hi ha la llista oficial dels llançaments als EUA, fet per Nintendo d'Amèrica, que està disponible en format PDF a www.nintendo.com/gamelist.
| Videojoc                                                  | Data de llançament | Desenvolupador               | Notes |
| 0-9                                                       | 0-9                | 0-9                          | 0-9 |
| --------------------------------------------------------- | ------------------ | ---------------------------- | --- |
| 10-Yard Fight                                             | Octubre 1985       | Nintendo                     | |
| 1942                                                      | Novembre 1986      | Capcom                       | |
| 1943: The Battle of Midway                                | Octubre del 1988   | Capcom                       | |
| 2-in-1 Super Spike V'Ball/Nintendo World Cup              | Desembre del 1990  | Nintendo                     | |
| 3-D WorldRunner                                           | Setembre del 1987  | Acclaim                      | |
| 3-in-1 Super Mario Bros./Duck Hunt/World Class Track Meet | Desembre del 1990  | Nintendo                     | |
| 6-in-1                                                    | del 1992           | Caltron                      | |
| 720°                                                      | Novembre 1989      | Mindscape                    | |
| 8 Eyes                                                    | Gener del 1990     | Taxan                        | |
| A                                                         |                    |                              | |
| Abadox                                                    | Març del 1990      | Milton Bradley Company       | |
| Action 52                                                 | 1991               | Active Enterprises           | |
| Action in New York                                        | 1991               | Infogrames                   | Anomenat S.C.A.T. als EUA. |
| The Addams Family                                         | Gener del 1992     | Ocean                        | |
| The Addams Family: Pugsley's Scavenger Hunt               | Agost del 1993     | Ocean                        | |
| Advanced Dungeons and Dragons: Dragon Strike              | Juliol del 1992    | FCI                          | |
| Advanced Dungeons and Dragons: Heroes of the Lance        | Gener 1991         | FCI                          | |
| Advanced Dungeons and Dragons: Hillsfar                   | Febrer del 1993    | FCI                          | |
| Advanced Dungeons and Dragons: Pool of Radiance           | Abril del 1992     | FCI                          | |
| Adventure Island                                          | Setembre del 1988  | Hudson Soft                  | |
| Adventure Island 2                                        | Febrer 1991        | Hudson Soft                  | |
| Adventure Island 3                                        | Setembre del 1992  | Hudson Soft                  | |
| Adventure Island Classic (aka Adventure Island)           | del 1992           | Hudson Soft                  | Només a i |
| Adventures in the Magic Kingdom                           | Juny del 1990      | Capcom                       | |
| The Adventures of Bayou Billy                             | Juny 1989          | Konami                       | |
| The Adventures of Captain Comic                           | 1989               | Color Dreams                 | Sense llicència |
| The Adventures of Dino Riki                               | Setembre 1989      | Hudson Soft                  | |
| The Adventures of Gilligan's Island                       | Juliol del 1990    | Bandai                       | |
| The Adventures of Lolo                                    | Abril 1989         | HAL                          | |
| The Adventures of Lolo 2                                  | Març del 1990      | HAL                          | |
| The Adventures of Lolo 3                                  | Setembre 1991      | HAL                          | |
| The Adventures of Rad Gravity                             | Desembre del 1990  | Activision                   | |
| The Adventures of Rocky and Bullwinkle                    | Desembre del 1992  | THQ                          | |
| The Adventures of Tom Sawyer                              | Agost 1989         | Seta                         | |
| After Burner                                              | 1989               | Tengen                       | |
| Air Fortress                                              | Setembre 1989      | HAL                          | |
| Airwolf                                                   | Juny del 1988      | Acclaim                      | |
| Al Unser Jr.'s Turbo Racing                               | Març del 1990      | Data East                    | |
| Aladdin                                                   | del 1994           | Virgin                       | Només a i |
| Aladdin Deck Enhancer                                     | del 1993           | Camerica                     | Accessori |
| Alfred Chicken                                            | Febrer del 1994    | Mindscape                    | |
| Alien³                                                    | Març del 1993      | LJN                          | |
| Alien Syndrome                                            | 1989               | Tengen                       | Sense llicència |
| All-Pro Basketball                                        | Desembre 1989      | Vic Tokai                    | |
| Alpha Mission                                             | Octubre del 1987   | SNK                          | |
| Amagon                                                    | Abril 1989         | American Sammy               | |
| American Gladiators                                       | Octubre 1991       | Gametek                      | |
| Anticipation                                              | Novembre del 1988  | Nintendo                     | |
| Arabian Dream Sherezaado                                  | del 1987           | Culture Brain                | Llançat als EUA com a Magic of Scheherazade. |
| Arch Rivals: A Basket Brawl!                              | Novembre del 1990  | Acclaim                      | |
| Archon                                                    | Desembre 1989      | Activision                   | |
| Arkanoid                                                  | Agost del 1987     | Taito                        | Es pot utilitzar el Arkanoid Controller |
| Arkista's Ring                                            | Juny del 1990      | American Sammy               | |
| Asterix                                                   | del 1993           | Infogrames                   | Només a i |
| Astyanax                                                  | Març del 1990      | Jaleco                       | |
| Athena                                                    | Agost del 1987     | SNK                          | |
| Athletic World                                            | Juliol del 1987    | Bandai                       | |
| Attack of the Killer Tomatoes                             | Gener del 1992     | THQ                          | |
| Aussie Rules Footy                                        | 1991               | Mattel                       | Només a Austràlia |
| B                                                         |                    |                              | |
| Baby Boomer                                               | 1989               | Color Dreams                 | |
| Back to the Future                                        | Setembre 1989      | LJN                          | |
| Back to the Future II & III                               | Setembre del 1990  | LJN                          | |
| Bad Dudes                                                 | Juliol del 1990    | Data East                    | |
| Bad News Baseball                                         | Juny del 1990      | Tecmo                        | |
| Bad Street Brawler                                        | Setembre 1989      | Mattel                       | |
| Balloon Fight                                             | Juny 1986          | Nintendo                     | |
| Bandai Golf: Challenge Pebble Beach                       | Febrer 1989        | Bandai                       | |
| Bandit Kings of Ancient China                             | Desembre del 1990  | Koei                         | |
| Barbie                                                    | Desembre 1991      | Hi Tech                      | |
| Bard's Tale                                               | Novembre 1991      | FCI                          | |
| Barker Bill's Trick Shooting                              | Agost del 1990     | Nintendo                     | |
| Base Wars                                                 | Juny 1991          | Ultra                        | |
| Baseball                                                  | Octubre 1985       | Nintendo                     | |
| Baseball Simulator 1000                                   | Març del 1990      | Culture Brain                | |
| Baseball Stars                                            | Juliol 1989        | SNK                          | |
| Baseball Stars II                                         | Juliol del 1992    | Romstar                      | |
| Bases Loaded                                              | Juliol del 1988    | Jaleco                       | |
| Bases Loaded II                                           | Gener del 1990     | Jaleco                       | |
| Bases Loaded 3                                            | Setembre 1991      | Jaleco                       | |
| Bases Loaded 4                                            | Abril del 1993     | Jaleco                       | |
| Batman                                                    | Febrer del 1990    | Sunsoft                      | |
| Batman Returns                                            | Gener del 1993     | Konami                       | |
| Batman: Return of the Joker                               | Desembre 1991      | Sunsoft                      | |
| Battle Chess                                              | Juliol del 1990    | Data East                    | |
| The Battle of Olympus                                     | Desembre 1989      | Broderbund                   | |
| Battle Tank                                               | Setembre del 1990  | Absolute Entertainment       | |
| Battleship                                                | del 1993           | Mindscape                    | |
| Battletoads                                               | Juny 1991          | Tradewest                    | |
| Battletoads & Double Dragon                               | Juny del 1993      | Tradewest                    | |
| Beauty and the Beast                                      | del 1994           | Hudson Soft                  | Només a i |
| Bee 52                                                    | del 1992           | Camerica                     | |
| Beetlejuice                                               | Maig 1991          | LJN                          | |
| Best of the Best Karate Championship                      | Desembre del 1992  | Electro Brain Corp.          | |
| Bible Adventures                                          | 1991               | Wisdom Tree                  | |
| Bible Buffet                                              | del 1993           | Wisdom Tree                  | |
| Big Bird Hide and Speak                                   | del 1990           | Hi Tech                      | |
| Big Foot                                                  | Juliol del 1990    | Acclaim                      | |
| Big Nose Freaks Out                                       | del 1992           | Camerica                     | |
| Big Nose the Caveman                                      | 1991               | Camerica                     | |
| Bill and Ted's Excellent Video Game Adventure             | Agost 1991         | LJN                          | |
| Bill Elliot's NASCAR Challenge                            | Abril 1991         | Konami                       | |
| Bionic Commando                                           | Desembre del 1988  | Capcom                       | |
| The Black Bass USA                                        | Setembre 1989      | Hot B                        | |
| Blackjack                                                 | del 1992           | American Video Entertainment | |
| Blades of Steel                                           | Desembre del 1988  | Konami                       | |
| Blaster Master                                            | Novembre del 1988  | Sunsoft                      | |
| Blue Marlin                                               | Juliol del 1992    | Hot B                        | |
| Blue Shadow                                               | 1991               | Taito                        | Anomenat Shadow of the Ninja als EUA. |
| The Blues Brothers                                        | Setembre del 1992  | Titus                        | |
| Bo Jackson Baseball                                       | Octubre 1991       | Data East                    | |
| Bomberman                                                 | Gener 1989         | Hudson Soft                  | |
| Bomberman II                                              | Febrer del 1993    | Hudson Soft                  | |
| Bonk's Adventure                                          | Gener del 1994     | Hudson Soft                  | |
| Boulder Dash                                              | Juny del 1990      | JVC                          | |
| Boy and His Blob, A                                       | Gener del 1990     | Absolute Entertainment       | |
| Bram Stoker's Dracula                                     | Setembre del 1993  | Imagesoft                    | |
| Break Time: The National Pool Tour                        | Gener del 1993     | FCI                          | |
| Breakthru                                                 | Novembre del 1987  | Data East                    | |
| Bubble Bobble                                             | Novembre del 1988  | Taito                        | |
| Bubble Bobble 2                                           | Agost del 1993     | Taito                        | |
| Bucky O'Hare                                              | Gener del 1992     | Konami                       | |
| The Bugs Bunny Birthday Blowout                           | Setembre del 1990  | Kemco                        | |
| The Bugs Bunny Crazy Castle                               | Agost 1989         | Kemco                        | |
| Bump 'n' Jump                                             | Desembre del 1988  | Vic Tokai                    | |
| Burai Fighter                                             | Març del 1990      | Taxan                        | |
| Burgertime                                                | Maig del 1987      | Data East                    | |
| C                                                         |                    |                              | |
| Cabal                                                     | Juny del 1990      | Milton Bradley Company       | |
| Caesar's Palace                                           | Desembre del 1992  | Virgin                       | |
| California Games                                          | Juny 1989          | Milton Bradley Company       | |
| Captain America and the Avengers                          | Desembre 1991      | Data East                    | |
| Captain Planet                                            | Setembre 1991      | Mindscape                    | |
| Captain Skyhawk                                           | Juny del 1990      | Milton Bradley Company       | |
| Captain Comic                                             | 1989               | Color Dreams                 | |
| Casino Kid                                                | Octubre 1989       | Sofel                        | |
| Casino Kid 2                                              | Abril del 1993     | Sofel                        | |
| Castelian                                                 | Juny 1991          | Triffix                      | |
| Castle of Deceit                                          | del 1990           | Bunch Games                  | |
| Castle of Dragon                                          | Juny del 1990      | SETA                         | |
| Castlequest                                               | Setembre 1989      | ASCII                        | |
| Castlevania                                               | Maig del 1987      | Konami                       | |
| Castlevania II: Simon's Quest                             | Desembre del 1988  | Konami                       | |
| Castlevania III: Dracula's Curse                          | Setembre del 1990  | Konami                       | |
| Caveman Games                                             | Octubre del 1990   | Data East                    | |
| Challenge of the Dragon                                   | del 1990           | Color Dreams                 | |
| Championship Bowling                                      | Desembre 1989      | Romstar                      | |
| Championship Pool                                         | Octubre del 1993   | Mindscape                    | |
| Championship Rally                                        | 1991               | HAL                          | Només a Austràlia. Llançat al Japó com a Exciting Rally |
| Cheetahmen 2                                              | del 1993           | Active Enterprises           | |
| The Chessmaster                                           | Gener del 1990     | Hi Tech                      | |
| Chiller                                                   | 1986               | American Game Cartridges     | Es necessita la Zapper Light Gun |
| Chip 'N Dale: Rescue Rangers                              | Juny del 1990      | Capcom                       | |
| Chip 'N Dale: Rescue Rangers 2                            | Gener del 1994     | Capcom                       | |
| Chubby Cherub                                             | Octubre 1986       | Bandai                       | |
| Circus Caper                                              | Juliol del 1990    | Toho                         | |
| City Connection                                           | Maig del 1988      | Jaleco                       | |
| Clash at Demonhead                                        | Gener del 1990     | Vic Tokai                    | |
| Classic Concentration                                     | Setembre del 1990  | Gametek                      | |
| Cliffhanger                                               | Novembre del 1993  | Imagesoft                    | |
| Clu Clu Land                                              | Octubre 1985       | Nintendo                     | |
| Cobra Command                                             | Novembre del 1988  | Data East                    | |
| Cobra Triangle                                            | Juliol 1989        | Nintendo                     | |
| Code Name: Viper                                          | Març del 1990      | Capcom                       | |
| Color a Dinosaur                                          | Juliol del 1993    | Virgin                       | |
| Commando                                                  | Novembre 1986      | Capcom                       | |
| Conan: The Mysteries of Time                              | Febrer 1991        | Mindscape                    | |
| Conflict                                                  | Març del 1990      | Vic Tokai                    | |
| Connector NY                                              |                    |                              | Només a i |
| Conquest of the Crystal Palace                            | Novembre del 1990  | Asmik                        | |
| Contra                                                    | Febrer del 1988    | Konami                       | Probotector a i |
| Contra Force                                              | Setembre del 1992  | Konami                       | |
| Cool World                                                | Juny del 1993      | Ocean                        | |
| Corvette ZR-1 Challenge                                   | del 1990           | Milton Bradley Company       | Anomenat Race America als EUA. |
| Cowboy Kid                                                | Gener del 1992     | Romstar                      | Western Kid al Japó |
| Crackout                                                  | 1991               | Konami                       | Només a Europa i Austràlia |
| Crash 'n the Boys: Street Challenge                       | Octubre del 1992   | American Technos             | |
| Crystal Mines                                             | 1989               | Color Dreams                 | |
| Crystalis                                                 | Juliol del 1990    | SNK                          | Refet per Game Boy Color |
| Cybernoid: The Fighting Machine                           | Desembre 1989      | Acclaim                      | |
| D                                                         |                    |                              | |
| Dance Aerobics                                            | Març 1989          | Nintendo                     | Es necessita el Power Pad |
| Danny Sullivan's Indy Heat                                | Agost del 1992     | Tradewest                    | |
| Darkman                                                   | Octubre 1991       | Ocean                        | |
| Darkwing Duck                                             | Juny del 1992      | Capcom                       | |
| Dash Galaxy in the Alien Asylum                           | Febrer del 1990    | Data East                    | |
| Day Dreamin' Davey                                        | Juny del 1992      | HAL                          | |
| Days of Thunder                                           | Octubre del 1990   | Mindscape                    | |
| Deadly Towers                                             | Setembre del 1987  | Broderbund                   | |
| Death Race                                                | 1990               | American Game Cartridges     | |
| Deathbots                                                 | del 1990           | American Video Entertainment | |
| Defender II                                               | Juliol del 1988    | HAL                          | |
| Defender of the Crown                                     | Juliol 1989        | Ultra                        | |
| Defenders of Dynatron City                                | Juliol del 1992    | JVC                          | |
| Deja Vu                                                   | Desembre del 1990  | Seika                        | |
| Demon Sword                                               | Gener del 1990     | Taito                        | |
| Desert Commander                                          | Juny 1989          | Seika                        | |
| Destination Earthstar                                     | Febrer del 1990    | Acclaim                      | |
| Destiny of an Emperor                                     | Setembre del 1990  | Capcom                       | |
| Devil World                                               | 1984               | Nintendo                     | Només al Japó i Europa |
| Dick Tracy                                                | Agost del 1990     | Bandai                       | |
| Die Hard                                                  | Gener del 1992     | Activision                   | |
| Dig Dug 2: Trouble in Paradise                            | Desembre 1989      | Bandai                       | |
| Digger T. Rock: Legend of the Lost City                   | Desembre del 1990  | Milton Bradley Company       | |
| Dirty Harry: The War Against Drugs                        | Desembre del 1990  | Mindscape                    | |
| Donkey Kong                                               | Juny 1986          | Nintendo                     | |
| Donkey Kong 3                                             | Juny 1986          | Nintendo                     | |
| Donkey Kong Classics                                      | Octubre del 1988   | Nintendo                     | |
| Donkey Kong Jr.                                           | Juny 1986          | Nintendo                     | |
| Donkey Kong Jr. Math                                      | Octubre 1985       | Nintendo                     | |
| Double Dare                                               | Abril del 1990     | Gametek                      | |
| Double Dragon                                             | Juny del 1988      | Tradewest                    | |
| Double Dragon II: The Revenge                             | Gener del 1990     | Acclaim                      | |
| Double Dragon III: The Rosetta Stone                      | Febrer 1991        | Acclaim                      | |
| Double Dribble                                            | Setembre del 1987  | Konami                       | |
| Double Strike                                             | del 1990           | American Video Entertainment | |
| Dr. Chaos                                                 | Novembre del 1988  | FCI                          | |
| Dr. Jekyll and Mr. Hyde                                   | Abril 1989         | Bandai                       | |
| Dr. Mario                                                 | Octubre del 1990   | Nintendo                     | |
| Dragon Fighter                                            | Gener del 1992     | Sofel                        | |
| Dragon Power                                              | Març del 1988      | Bandai                       | Dragon Ball: Shenron no Nazo al Japó |
| Dragon Spirit: The New Legend                             | Juny del 1990      | Bandai                       | |
| Dragon Warrior                                            | Agost 1989         | Nintendo                     | Desenvolupat per Enix. Dragon Quest al Japó. Refet per la Super Nintendo i Game Boy Color                                                                            |
| Dragon Warrior II                                         | Setembre del 1990  | Enix                         | Refet per Super Nintendo i Game Boy Color |
| Dragon Warrior III                                        | Març del 1992      | Enix                         | Refet per Super Nintendo i Game Boy Color |
| Dragon Warrior IV                                         | Octubre del 1992   | Enix                         | Refet per la PlayStation |
| Dragon's Lair                                             | Desembre del 1990  | CSG Imagesoft                | |
| Dropzone                                                  | del 1992           | Mindscape                    | Només a i |
| Duck Hunt                                                 | Octubre 1985       | Nintendo                     | Es necessita la Zapper Light Gun |
| DuckTales                                                 | Setembre 1989      | Capcom                       | |
| DuckTales 2                                               | Juny del 1993      | Capcom                       | |
| Dudes with Attitude                                       | del 1990           | American Video Entertainment | |
| Dungeon Magic: Sword of the Elements                      | Juliol del 1990    | Taito                        | |
| Dusty Diamond's All-Star Softball                         | Juliol del 1990    | Broderbund                   | |
| Dynablaster                                               | 1991               | Hudson Soft                  | El llançament europeu va ser Bomberman |
| Dynowarz: The Destruction of Spondylus                    | Abril del 1990     | Bandai                       | |
| E                                                         |                    |                              | |
| Elevator Action                                           | Agost del 1987     | Taito                        | |
| Eliminator Boat Duel                                      | Novembre 1991      | Electro Brain Corp.          | |
| Elite                                                     | 1991               | Imagineer                    | Només a i |
| Empire Strikes Back, The                                  | Març del 1992      | JVC                          | |
| Ernie's Magic Shapes/Astro Grover                         |                    |                              | |
| Evert and Lendl Top Players' Tennis                       | Gener del 1990     | Asmik                        | Nómés als EUA · Llançat com a Four Players' Tennis a i · Llançat com a World Super Tennis al Japó                                                                    |
| Excitebike                                                | Octubre 1985       | Nintendo                     | |
| Exodus                                                    | 1991               | Wisdom Tree                  | |
| F                                                         |                    |                              | |
| F-1 Sensation                                             | del 1993           | Konami                       | Només al Japó i Europa |
| F-117A Stealth Fighter                                    | Desembre del 1992  | Microprose                   | |
| F-15 City War                                             | del 1990           | American Video Entertainment | |
| F-15 Strike Eagle                                         | Febrer del 1992    | Microprose                   | |
| Family Feud                                               | Maig 1991          | Gametek                      | |
| The Fantastic Adventures of Dizzy                         | Abril 1991         | Camerica                     | |
| Fantasy Zone                                              | del 1987           | Tengen                       | |
| Faria: A World of Mystery and Danger                      | Juny 1991          | ASCII                        | |
| Faxanadu                                                  | Agost 1989         | Nintendo                     | |
| Felix the Cat                                             | Octubre del 1992   | Hudson Soft                  | |
| Ferrari Grand Prix Challenge                              | Juny del 1992      | Acclaim                      | |
| Fester's Quest                                            | Setembre 1989      | Sunsoft                      | |
| Final Fantasy                                             | Juliol del 1990    | Nintendo                     | Desenvolupat per Squaresoft. Refet per PlayStation sota Final Fantasy Origins, i per Game Boy Advance                                                                |
| Fire 'n Ice                                               | Març del 1993      | Tecmo                        | Solomon's Key 2 al Japó |
| Fisher Price: Firehouse Rescue                            | Març del 1992      | Gametek                      | |
| Fisher Price: I Can Remember                              | Març del 1990      | Gametek                      | |
| Fisher Price: Perfect Fit                                 | Març del 1990      | Gametek                      | |
| Fist of the North Star                                    | Abril 1989         | Taxan                        | |
| Flight of the Intruder                                    | Maig 1991          | Mindscape                    | |
| The Flintstones: Rescue of Dino and Hoppy                 | Desembre 1991      | Taito                        | |
| The Flintstones: Surprise at Dino Peak                    | Agost del 1994     | Taito                        | |
| Flying Dragon: The Secret Scroll                          | Agost 1989         | Culture Brain                | |
| Flying Warriors                                           | Febrer 1991        | Culture Brain                | |
| Formula 1: Built to Win                                   | Novembre del 1990  | Seta                         | |
| Four Players' Tennis                                      | del 1992           | Bandai                       | Només a i · Llançat com a Evert and Lendl Top Players' Tennis als EUA · World Super Tennis al Japó                                                                   |
| Frankenstein: The Monster Returns                         | Juliol 1991        | Bandai                       | |
| Freedom Force                                             | Abril del 1988     | Sunsoft                      | |
| Friday the 13th                                           | Febrer 1989        | LJN                          | |
| Fun House                                                 | Gener 1991         | Hi Tech                      | |
| G                                                         |                    |                              | |
| G. I. Joe                                                 | Gener 1991         | Taxan                        | |
| G.I. Joe: The Atlantis Factor                             | Març del 1992      | Capcom                       | |
| Galactic Crusader                                         | del 1990           | Bunch Games                  | |
| Galaga                                                    | Setembre del 1988  | Bandai                       | Desenvolupat per Namco |
| Galaxy 5000                                               | Febrer 1991        | Activision                   | |
| Gargoyle's Quest II: The Demon Darkness                   | Octubre del 1992   | Capcom                       | |
| Gauntlet                                                  | 1985               | Tengen                       | |
| Gauntlet II                                               | Setembre del 1990  | Mindscape                    | |
| Gemfire                                                   | Març del 1992      | Koei                         | Llançat com a Royal Blood al Japó |
| Genghis Khan                                              | Gener del 1990     | Koei                         | |
| George Foreman's KO Boxing                                | Desembre del 1992  | Acclaim                      | |
| Ghostbusters                                              | Octubre del 1988   | Activision                   | |
| Ghostbusters 2                                            | Abril del 1990     | Activision                   | |
| Ghosts 'n Goblins                                         | Novembre 1986      | Capcom                       | |
| Ghoul School                                              | Març del 1992      | Electro Brain Corp.          | |
| Goal!                                                     | Octubre 1989       | Jaleco                       | |
| Goal! Two                                                 | Novembre del 1992  | Jaleco                       | |
| Godzilla                                                  | Octubre 1989       | Toho                         | |
| Godzilla 2                                                | Febrer del 1992    | Toho                         | |
| Gold Medal Challenge 92                                   | Agost del 1992     | Capcom                       | |
| Golf                                                      | Octubre 1985       | Nintendo                     | |
| Golf Grand Slam                                           | Desembre 1991      | Atlus                        | |
| Golgo 13: Top Secret Episode                              | Setembre del 1988  | Vic Tokai                    | |
| The Goonies II                                            | Novembre del 1987  | Konami                       | |
| Gotcha!                                                   | Novembre del 1987  | LJN                          | |
| Gradius                                                   | Desembre 1986      | Konami                       | |
| Grand Master (NES)                                        | 1991               | Varie                        | |
| The Great Waldo Search                                    | Desembre del 1992  | THQ                          | |
| Greg Norman's Golf Power                                  | Juliol del 1992    | Virgin                       | |
| Gremlins 2: The New Batch                                 | Octubre del 1990   | Sunsoft                      | |
| The Guardian Legend                                       | Abril 1989         | Broderbund                   | |
| Guerilla War                                              | Juny 1989          | SNK                          | |
| Gumshoe                                                   | Juny 1986          | Nintendo                     | |
| Gun Nac                                                   | Setembre 1991      | Ascii                        | |
| Gun.Smoke                                                 | Febrer del 1988    | Capcom                       | |
| Gyromite                                                  | Octubre 1985       | Nintendo                     | |
| Gyruss                                                    | Febrer 1989        | Konami                       | |
| H                                                         |                    |                              | |
| Hammerin' Harry                                           | del 1992           | Irem                         | Només a i |
| Harlem Globetrotters                                      | Març 1991          | Gametek                      | |
| Hatris                                                    | Abril del 1992     | Bullet Proof                 | |
| Heavy Barrel                                              | Març del 1990      | Data East                    | |
| Heavy Shreddin'                                           | Juny del 1990      | Parker Brothers              | |
| High Speed                                                | Juliol 1991        | Tradewest                    | |
| Hogan's Alley                                             | Octubre 1985       | Nintendo                     | |
| Hollywood Squares                                         | Setembre 1989      | Gametek                      | |
| Home Alone                                                | Octubre 1991       | THQ                          | |
| Home Alone 2                                              | Octubre del 1992   | THQ                          | |
| Hook                                                      | Abril del 1992     | Imagesoft                    | |
| Hoops                                                     | Juny 1989          | Jaleco                       | |
| Hot Slots                                                 |                    | Panesian                     | |
| Hudson Hawk                                               | Febrer del 1992    | Imagesoft                    | |
| The Hunt for Red October                                  | Gener 1991         | Hi Tech                      | |
| Hydlide                                                   | Juny 1989          | FCI                          | |
| I                                                         |                    |                              | |
| Ice Climber                                               | Octubre 1985       | Nintendo                     | |
| Ice Hockey                                                | Març del 1988      | Nintendo                     | |
| Ikari Warriors                                            | Maig del 1987      | SNK                          | |
| Ikari Warriors II: Victory Road                           | Abril del 1988     | SNK                          | |
| Ikari Warriors III: The Rescue                            | Febrer 1991        | SNK                          | |
| Image Fight                                               | Juliol del 1990    | Irem                         | |
| The Immortal                                              | Novembre del 1990  | Electronic Arts              | |
| Impossible Mission 2                                      |                    | S.E.I.                       | |
| The Incredible Crash Dummies                              | Agost del 1994     | LJN                          | |
| Indiana Jones and the Last Crusade                        | Març 1991          | Taito                        | |
| Indiana Jones and the Last Crusade                        | Desembre del 1993  | UBI Soft                     | |
| Indiana Jones and the Temple of Doom                      | Desembre del 1988  | Mindscape                    | |
| Indiana Jones and the Temple of Doom                      |                    | Tengen                       | |
| International Cricket                                     | del 1992           | Mattel                       | |
| Infiltrator                                               | Gener del 1990     | Mindscape                    | |
| Iron Tank                                                 | Juliol del 1988    | SNK                          | |
| Ironsword: Wizards & Warriors II                          | Desembre 1989      | Acclaim                      | |
| Isolated Warrior                                          | Febrer 1991        | NTVIC                        | |
| Ivan "Iron Man" Stewart's Super Off-Road                  | Abril del 1990     | Tradewest                    | |
| J                                                         |                    |                              | |
| Jack Nicklaus Major Championship Golf                     | Març del 1990      | Konami                       | |
| Jackal                                                    | Setembre del 1988  | Konami                       | |
| Jackie Chan's Action Kung Fu                              | Desembre del 1990  | Hudson Soft                  | |
| James Bond Jr.                                            | Novembre del 1992  | THQ                          | |
| Jaws                                                      | Novembre del 1987  | LJN                          | |
| Jeopardy!                                                 | Setembre del 1988  | Gametek                      | |
| Jeopardy! 25th Silver Anniversary Edition                 | Juny del 1990      | Gametek                      | |
| Jeopardy! Jr. Edition                                     | Octubre 1989       | Gametek                      | |
| The Jetsons: Cogswells Caper                              | Desembre del 1992  | Taito                        | |
| Jimmy Connors Pro Tennis Tour                             | Novembre del 1993  | UBI Soft                     | |
| Joe and Mac                                               | Desembre del 1992  | Data East                    | |
| John Elway's Quarterback                                  | Març 1989          | Tradewest                    | |
| Jordan vs Bird: One on One                                | Agost 1989         | Milton Bradley Company       | |
| Joshua                                                    | Agost del 1992     | Wisdom Tree, Inc.            | |
| Journey to Silius                                         | Setembre del 1990  | Sunsoft                      | |
| Joust                                                     | Octubre del 1988   | HAL                          | |
| The Jungle Book                                           | Agost del 1994     | Virgin                       | |
| Jurassic Park                                             | Juny del 1993      | Ocean                        | |
| K                                                         |                    |                              | |
| Kabuki Quantum Fighter                                    | Gener 1991         | Hal                          | |
| Karate Champ                                              | Novembre 1986      | Data East                    | |
| The Karate Kid                                            | Novembre del 1987  | LJN                          | |
| Karnov                                                    | Gener del 1988     | Data East                    | |
| Kick Master                                               | Gener del 1992     | Taito                        | |
| Kick Off                                                  | 1991               | Imagineer                    | Només a i |
| Kickle Cubicle                                            | Setembre del 1990  | Irem                         | |
| Kid Icarus                                                | Juliol del 1987    | Nintendo                     | Hikari Shinwa: Parutena no Kagami al Japó |
| Kid Klown in Night Mayor World                            | Abril del 1993     | Kemco                        | |
| Kid Kool                                                  | Març del 1990      | Vic Tokai                    | |
| Kid Niki: Radical Ninja                                   | Novembre del 1987  | Data East                    | |
| King Neptune's Adventure                                  |                    | Color Dreams                 | |
| King of Kings: The Early Years                            |                    | Wisdom Tree                  | |
| King's Knight                                             | Setembre 1989      | Squaresoft                   | |
| Kings of the Beach                                        | Gener del 1990     | Ultra                        | |
| King's Quest V                                            | Juny del 1992      | Konami                       | |
| Kirby's Adventure                                         | Maig del 1993      | Nintendo                     | |
| Kiwi Kraze                                                | Març 1991          | Taito                        | Llançat com a New Zealand Story a Europa i Austràlia |
| Klash Ball                                                | Juliol 1991        | Sofel                        | |
| Knight Rider                                              | Desembre 1989      | Acclaim                      | |
| Konami Hyper Soccer                                       | del 1992           | Konami                       | Només a i |
| Krazy Kreatures                                           |                    | American Video Entertainment | |
| The Krion Conquest                                        | Gener 1991         | Vic Tokai                    | |
| Krusty's Funhouse                                         | Setembre del 1992  | Acclaim                      | |
| Kung Fu                                                   | Octubre 1985       | Nintendo                     | |
| Kung Fu Heroes                                            | Març 1989          | Culture Brain                | |
| L                                                         |                    |                              | |
| Laser Invasion                                            | Juny 1991          | Konami                       | |
| Last Action Hero                                          | Octubre del 1993   | Imagesoft                    | |
| Last Ninja                                                | Febrer 1991        | Jaleco                       | |
| The Last Starfighter                                      | Juny del 1990      | Mindscape                    | |
| Lee Trevino's Fighting Golf                               | Setembre del 1988  | SNK                          | |
| Legacy of the Wizard                                      | Abril 1989         | Broderbund                   | |
| Legend of Ghost Lion                                      | Octubre del 1992   | Kemco                        | |
| The Legend of Kage                                        | Agost del 1987     | Taito                        | |
| The Legend of Zelda                                       | Juliol del 1987    | Nintendo                     | The Hyrule Fantasy: Zeruda no Densetsu al Japó |
| Legendary Wings                                           | Juliol del 1988    | Capcom                       | |
| Legends of the Diamond                                    | Gener del 1992     | Bandai                       | |
| The Legend of Prince Valiant                              | del 1992           | Ocean                        | Només a i |
| Lemmings                                                  | Novembre del 1992  | Sunsoft                      | |
| L'Empereur                                                | Novembre 1991      | Koei                         | |
| Lethal Weapon                                             | Abril del 1993     | Ocean                        | |
| Life Force                                                | Agost del 1988     | Konami                       | Salamander al Japó |
| Linus Spacehead                                           |                    | Camerica                     | |
| The Lion King                                             | del 1994           | Virgin                       | Només a i |
| Little League Baseball: Championship Series               | Juliol del 1990    | SNK                          | |
| The Little Mermaid                                        | Juliol 1991        | Capcom                       | |
| Little Nemo: The Dream Master                             | Setembre del 1990  | Capcom                       | |
| Little Ninja Brothers                                     | Desembre del 1990  | Culture Brain                | |
| Little Samson                                             | Novembre del 1992  | Taito                        | |
| Lode Runner                                               | Setembre del 1987  | Broderbund                   | |
| The Lone Ranger                                           | Agost 1991         | Konami                       | |
| Loopz                                                     | Octubre del 1990   | Mindscape                    | |
| Low G Man                                                 | Setembre del 1990  | Taxan                        | |
| Lunar Pool                                                | Octubre del 1987   | FCI                          | |
| M                                                         |                    |                              | |
| M.C. Kids                                                 | Febrer del 1992    | Virgin                       | Llançat com a McDonaldland a i |
| M.U.L.E.                                                  | Setembre del 1990  | Mindscape                    | |
| M.U.S.C.L.E.                                              | Octubre 1986       | Bandai                       | |
| Mach Rider                                                | Octubre 1985       | Nintendo                     | |
| Mad Max                                                   | Juliol del 1990    | Mindscape                    | |
| The Mafat Conspiracy: Golgo 13 II                         | Juny del 1990      | Vic Tokai                    | |
| Magic Darts                                               | Setembre 1991      | Romstar                      | |
| Magic Johnson's Fast Break                                | Març del 1990      | Tradewest                    | |
| Magic of Scheherazade                                     | Desembre 1989      | Culture Brain                | Llançat com a Arabian Dream Sherezaado al Japó |
| Magician                                                  | Febrer 1991        | Taxan                        | |
| Magmax                                                    | Octubre del 1988   | FCI                          | |
| Major League Baseball                                     | Abril del 1988     | LJN                          | |
| Maniac Mansion                                            | Setembre del 1990  | Jaleco                       | |
| Mappyland                                                 | Abril 1989         | Taxan                        | |
| Marble Madness                                            | Març 1989          | Milton Bradley Company       | |
| Mario and Yoshi                                           | 1992               |                              | Llançat com a Yoshi als EUA. |
| Mario Bros.                                               | Juny 1986          | Nintendo                     | |
| Mario Is Missing!                                         | Juliol del 1993    | Mindscape                    | |
| Mario's Time Machine                                      | Juny del 1994      | Mindscape                    | |
| Marvel's X-Men                                            | Desembre 1989      | LJN                          | |
| McDonaldLand                                              |                    | Virgin                       | Llançat com a M.C. Kids als EUA. |
| Mechanized Attack                                         | Juny del 1990      | SNK                          | |
| Mega Man                                                  | Desembre del 1987  | Capcom                       | Rockman al Japó |
| Mega Man 2                                                | Juny 1989          | Capcom                       | Rockman 2 al Japó |
| Mega Man 3                                                | Novembre del 1990  | Capcom                       | Rockman 3 al Japó |
| Mega Man 4                                                | Gener 1991         | Capcom                       | Rockman 4 al Japó |
| Mega Man 5                                                | Desembre del 1992  | Capcom                       | Rockman 5 al Japó |
| Mega Man 6                                                | Març del 1994      | Nintendo                     | Desenvolupat per Capcom. Rockman 6 al Japó |
| Menace Beach                                              |                    | Color Dreams                 | |
| Mendel Palace                                             | Octubre del 1990   | Hudson Soft                  | |
| Mermaids of Atlantis                                      |                    | American Video Entertainment | |
| Metal Fighter                                             |                    | Color Dreams                 | |
| Metal Gear                                                | Juny del 1988      | Konami                       | |
| Metal Mech                                                | Març 1991          | Jaleco                       | |
| Metal Storm                                               | Febrer 1991        | Irem                         | |
| Metroid                                                   | 1986               | Nintendo                     | |
| Michael Andretti's World GP                               | Juny del 1990      | American Sammy               | |
| Mickey Mousecapade                                        | Octubre del 1988   | Capcom                       | |
| Mickey's Adventures in Numberland                         | Març del 1994      | Hi Tech                      | |
| Mickey's Safari in Letterland                             | Març del 1993      | Hi Tech                      | |
| Micro Machines                                            |                    | Camerica                     | |
| Mig 29 Soviet Fighter                                     |                    | Camerica                     | |
| Might and Magic: The Secret of the Inner Sanctum          | Agost del 1992     | American Sammy               | |
| Mighty Bomb Jack                                          | Juliol del 1987    | Tecmo                        | |
| Mighty Final Fight                                        | Juliol del 1993    | Capcom                       | |
| Mike Tyson's Punch-Out!!                                  | Octubre del 1987   | Nintendo                     | |
| Millipede                                                 | Octubre del 1988   | HAL                          | |
| Milon's Secret Castle                                     | Setembre del 1988  | Hudson Soft                  | |
| Miracle Piano                                             |                    | Mindscape                    | |
| Mission Cobra                                             |                    | Bunch Games                  | |
| Mission Impossible                                        | Setembre del 1990  | Ultra                        | |
| Monopoly                                                  | Maig 1991          | Parker Brothers              | |
| Monster in My Pocket                                      | Gener del 1992     | Konami                       | |
| Monster Party                                             | Juny 1989          | Bandai                       | |
| Monster Truck Rally                                       | Setembre 1991      | INTV                         | |
| Moon Ranger                                               |                    | Bunch Games                  | |
| Motor City Patrol                                         | Gener del 1992     | Matchbox                     | |
| Ms. Pac Man                                               | Novembre del 1993  | Namco                        | |
| Ms. Pac Man                                               |                    | Tengen                       | |
| MTV's Remote Control                                      | Maig del 1990      | Hi Tech                      | |
| Muppet Adventure: Chaos at the Carnival                   | Novembre del 1990  | Hi Tech                      | |
| The Mutant Virus                                          | Abril del 1992     | American Softworks           | |
| Mystery Quest                                             | Abril 1989         | Taxan                        | |
| N                                                         |                    |                              | |
| NARC                                                      | Agost del 1990     | Acclaim                      | |
| NES Open Tournament Golf                                  | Setembre 1991      | Nintendo                     | |
| NES Play Action Football                                  | Setembre del 1990  | Nintendo                     | |
| New Zealand Story                                         | 1991               | Taito                        | Llançat com a Kiwi Kraze als EUA. |
| NFL Football                                              | Setembre 1989      | LJN                          | |
| Nigel Mansell's World Championship Racing                 | Octubre del 1993   | Gametek                      | |
| Nightmare on Elm Street                                   | Octubre del 1990   | LJN                          | |
| Nightshade                                                | Gener del 1992     | Ultra                        | |
| Ninja Crusader                                            | Desembre del 1990  | American Sammy               | |
| Ninja Gaiden                                              | Març 1989          | Tecmo                        | Ninja Ryuukuuden al Japó |
| Ninja Gaiden II: The Dark Sword of Chaos                  | Maig del 1990      | Tecmo                        | Ninja Ryuukuuden 2 al Japó |
| Ninja Gaiden III: The Ancient Ship of Doom                | Agost 1991         | Tecmo                        | Ninja Ryuukuuden 3 al Japó |
| Ninja Kid                                                 | Octubre 1986       | Bandai                       | |
| Nintendo World Cup                                        | Desembre del 1990  | Nintendo                     | |
| Noah's Ark                                                | del 1992           | Konami                       | Només a i |
| Nobunaga's Ambition                                       | Juny 1989          | Koei                         | |
| Nobunaga's Ambition 2                                     | Abril 1991         | Koei                         | |
| North and South                                           | Desembre del 1990  | Seika                        | |
| O                                                         |                    |                              | |
| Operation Secret Storm                                    |                    | Color Dreams                 | |
| Operation Wolf                                            | Maig 1989          | Taito                        | |
| Orb-3D                                                    | Octubre del 1990   | Hi Tech                      | |
| Othello                                                   | Desembre del 1988  | Acclaim                      | |
| Over Horizon                                              | 1991               | Hot B                        | Només al Japó i Europa |
| Overlord                                                  | Gener del 1993     | Virgin                       | |
| P                                                         |                    |                              | |
| P.O.W.: Prisoners of War                                  | Setembre 1989      | SNK                          | |
| Pac-Man                                                   | Novembre del 1993  | Namco                        | |
| Pac-Man                                                   |                    | Tengen                       | Sense llicència |
| Pac-Mania                                                 |                    | Tengen                       | |
| Palamedes                                                 | Novembre del 1990  | Hot B                        | |
| Panic Restaurant                                          | Octubre del 1992   | Taito                        | |
| Paperboy                                                  | Desembre del 1988  | Mindscape                    | |
| Paperboy 2                                                | Abril del 1992     | Mindscape                    | |
| Parodius                                                  | del 1992           | Konami                       | Només al Japó i Europa |
| Peek-A-Boo Poker                                          |                    | Panesian                     | |
| Perfect Fit                                               |                    | Gamtek                       | |
| Pesterminator                                             |                    | Color Dreams                 | |
| Peter Pan and the Pirates                                 | Gener 1991         | THQ                          | |
| Phantom Fighter                                           | Abril del 1990     | FCI                          | |
| Pictionary                                                | Juliol del 1990    | LJN                          | |
| Pinball                                                   | Octubre 1985       | Nintendo                     | |
| Pinball Quest                                             | Juny del 1990      | Jaleco                       | |
| Pinbot                                                    | Abril del 1990     | Nintendo                     | |
| Pipe Dream                                                | Setembre del 1990  | Bullet Proof                 | |
| Pirates!                                                  | Octubre 1991       | MicroProse                   | |
| Platoon                                                   | Desembre del 1988  | Sunsoft                      | |
| Popeye                                                    | Juny 1986          | Nintendo                     | |
| Power Blade                                               | Març 1991          | Taito                        | |
| Power Blade 2                                             | Octubre del 1992   | Taito                        | |
| Power Punch II                                            | Juny del 1992      | American Softworks           | |
| Predator                                                  | Abril 1989         | Activision                   | |
| Prince of Persia                                          | Novembre del 1992  | Virgin                       | |
| Princess Tomato in the Salad Kingdom                      | Febrer 1991        | Hudson Soft                  | |
| Pro Sport Hockey                                          | Novembre del 1993  | Jaleco                       | |
| Pro Wrestling                                             | Març del 1987      | Nintendo                     | |
| Probotector                                               | del 1988           | Konami                       | Contra als EUA i al Japó |
| Probotector II: Return of the Evil Forces                 | del 1992           | Konami                       | Super C als EUA i al Japó |
| Punch-Out!! Featuring Mr. Dream                           | Octubre del 1987   | Nintendo                     | |
| The Punisher                                              | Novembre del 1990  | LJN                          | |
| Puss 'n Boots: Pero's Great Adventure                     | Juny del 1990      | Electro Brain Corp.          | |
| Puzzle                                                    |                    | American Video Entertainment | |
| Puzznic                                                   | Novembre del 1990  | Taito                        | |
| Pyramid                                                   |                    | American Video Entertainment | |
| Pyramids of Ra                                            |                    | Matchbox                     | Prototip |
| Q                                                         |                    |                              | |
| Q-Bert                                                    | Febrer 1989        | Ultra                        | |
| Qix                                                       | Gener 1991         | Taito                        | |
| Quattro Adventure                                         | 1991               | Camerica                     | |
| Quattro Arcade                                            |                    | Camerica                     | |
| Quattro Sports                                            |                    | Camerica                     | |
| R                                                         |                    |                              | |
| R.C. Pro-Am II                                            | Desembre del 1992  | Tradewest                    | |
| R.C. Pro-Am Racing                                        | Febrer del 1988    | Nintendo                     | |
| Race America                                              | Maig del 1992      | Absolute Entertainment       | |
| Racket Attack                                             | Octubre del 1988   | Jaleco                       | |
| Rackets and Rivals                                        | del 1993           | Palcom Software              | Només a i |
| Rad Racket: Deluxe Tennis II                              | 1991               | American Video Entertainment | Sense llicència |
| Rad Racer                                                 | Octubre del 1987   | Nintendo                     | |
| Rad Racer II                                              | Juny del 1990      | Squaresoft                   | |
| Raid 2020                                                 |                    | Color Dreams                 | |
| Raid on Bungeling Bay                                     | Setembre del 1987  | Broderbund                   | |
| Rainbow Islands                                           | Juny 1991          | Taito                        | |
| Rally Bike                                                | Setembre del 1990  | Romstar                      | |
| Rambo                                                     | Maig del 1988      | Acclaim                      | |
| Rampage                                                   | Desembre del 1988  | Data East                    | |
| Rampart                                                   | Gener del 1992     | Jaleco                       | |
| RBI Baseball                                              | del 1988           | Tengen                       | |
| RBI Baseball II                                           |                    | Tengen                       | |
| RBI Baseball III                                          |                    | Tengen                       | |
| The Ren and Stimpy Show: Buckaroos                        | Novembre del 1993  | THQ                          | |
| Renegade                                                  | Gener del 1988     | Taito                        | Nekketsu Kouha Kunio Kun al Japó. |
| Rescue: The Embassy Mission                               | Gener del 1990     | Kemco                        | |
| Ring King                                                 | Setembre del 1987  | Data East                    | |
| River City Ransom                                         | Gener del 1990     | American Technos             | Downtown Nekketsu Monogatari al Japó, Street Gangs a i . Refet per Game Boy Advance, com a River City Ransom EX/Street Gangs Advance/Downtown Nekketsu Monogatari EX |
| Road Fighter                                              | 1985               | Konami                       | Només al Japó i Europa |
| Road Runner                                               |                    | Tengen                       | |
| RoadBlasters                                              | Gener del 1990     | Mindscape                    | |
| Robin Hood:Prince of Thieves                              | Novembre 1991      | Virgin                       | |
| Robocop                                                   | Desembre 1989      | Data East                    | |
| Robocop 2                                                 | Abril 1991         | Data East                    | |
| Robocop 3                                                 | Agost del 1992     | Ocean                        | |
| Robodemons                                                |                    | Color Dreams                 | |
| Robo Warrior                                              | Desembre del 1988  | Jaleco                       | |
| Rock 'n' Ball                                             | Gener del 1990     | NTVIC                        | |
| Rocket Ranger                                             | Juny del 1990      | Seika                        | |
| The Rocketeer                                             | Maig 1991          | Bandai                       | |
| Rockin' Kats                                              | Setembre 1991      | Atlus                        | |
| Rodland                                                   |                    | Storm Sales Curve            | Només a i |
| Roger Clemens MVP Baseball                                | Octubre 1991       | LJN                          | |
| Rollerball                                                | Febrer del 1990    | HAL                          | |
| Rollerblade Racer                                         | Febrer del 1993    | Hi Tech                      | |
| Rollergames                                               | Setembre del 1990  | Ultra                        | |
| Rolling Thunder                                           |                    | Tengen                       | |
| Romance of the Three Kingdoms                             | Octubre 1989       | Koei                         | |
| Romance of the Three Kingdoms II                          | Setembre 1991      | Koei                         | |
| Roundball: 2 on 2 Challenge                               | Maig del 1992      | Mindscape                    | |
| Rush'n Attack                                             | Abril del 1987     | Konami                       | |
| Rygar                                                     | Juliol del 1987    | Tecmo                        | |
| S                                                         |                    |                              | |
| S.C.A.T.: Special Cybernetic Attack Team                  | Juny 1991          | Natsume                      | Action in New York a Europa |
| Secret Scout                                              |                    | Color Dreams                 | |
| Section Z                                                 | Juliol del 1987    | Capcom                       | |
| Seicross                                                  | Octubre del 1988   | FCI                          | |
| Sesame Street: 1-2-3                                      | Gener 1989         | Hi Tech                      | |
| Sesame Street: A-B-C                                      | Setembre 1989      | Hi Tech                      | |
| Sesame Street: A-B-C/1-2-3                                | Novembre 1991      | Hi Tech                      | |
| Sesame Street: Big Bird's Hide & Speak                    | Octubre del 1990   | Hi Tech                      | |
| Sesame Street: Countdown                                  | Febrer del 1992    | Hi Tech                      | |
| Shadow of the Ninja                                       | Desembre del 1990  | Natsume                      | |
| Shadow Warriors                                           | 1991               | Tecmo                        | Només a i |
| Shadow Warriors 2                                         |                    | Tecmo                        | Només a i |
| Shadowgate                                                | Desembre 1989      | Seika                        | |
| Shatterhand                                               | Desembre 1991      | Jaleco                       | |
| Shingen the Ruler                                         | Juny del 1990      | Hot B                        | |
| Shinobi                                                   |                    | Tengen                       | |
| Shooting Range                                            | Juny 1989          | Bandai                       | |
| Short Order/Eggsplode                                     | Desembre 1989      | Nintendo                     | |
| Side Pocket                                               | Juny del 1987      | Data East                    | |
| Silent Assault                                            |                    | Color Dreams                 | |
| Silent Service                                            | Desembre 1989      | Ultra                        | |
| Silk Worm                                                 | Juny del 1990      | American Sammy               | |
| The Silver Surfer                                         | Novembre del 1990  | Arcadia                      | |
| The Simpsons: Bart vs. the Space Mutants                  | Febrer 1991        | Acclaim                      | |
| The Simpsons: Bart VS. The World                          | Desembre 1991      | Acclaim                      | |
| The Simpsons: Bartman Meets Radioactive Man               | Desembre del 1992  | Acclaim                      | |
| Skate or Die!                                             | Desembre del 1988  | Ultra                        | |
| Skate or Die 2                                            | Setembre del 1990  | Electronic Arts              | |
| Ski or Die                                                | Febrer 1991        | Ultra                        | |
| Skull and Crossbones                                      |                    | Tengen                       | |
| Sky Kid                                                   | Setembre del 1987  | Sunsoft                      | |
| Sky Shark                                                 | Setembre 1989      | Taito                        | |
| Slalom                                                    | Agost del 1987     | Nintendo                     | |
| Smash TV                                                  | Setembre 1991      | Acclaim                      | |
| The Smurfs                                                | 1995 or 1996       | Infogrames                   | Només a i |
| Snake Rattle and Roll                                     | Juliol del 1990    | Nintendo                     | |
| Snake's Revenge                                           | Abril del 1990     | Ultra                        | Només a Europa i als EUA |
| Snoopy's Silly Sports Spectacular                         | Abril del 1990     | Seika                        | |
| Snow Brothers                                             | Novembre 1991      | Capcom                       | |
| Soccer                                                    | Març del 1987      | Nintendo                     | |
| Solar Jetman: Hunt for the Golden Warpship                | Setembre del 1990  | Tradewest                    | |
| Solitaire                                                 |                    | American Video Entertainment | |
| Solomon's Key                                             | Juliol del 1987    | Tecmo                        | |
| Solomon's Key 2                                           | del 1992           | Tecmo                        | Fire 'n Ice als EUA |
| Solstice                                                  | Juny del 1990      | CSG Imagesoft                | |
| Space Shuttle Project                                     | Novembre 1991      | Absolute Entertainment       | |
| Spelunker                                                 | Setembre del 1987  | Broderbund                   | |
| Spider-Man: Return of the Sinister Six                    | Octubre del 1992   | LJN                          | |
| Spot                                                      | Setembre del 1990  | Virgin Interactive           | |
| Spy Hunter                                                | Setembre del 1987  | Sunsoft                      | |
| Spy VS. Spy                                               | Octubre del 1988   | Seika                        | |
| Sqoon                                                     | Setembre del 1987  | Irem                         | |
| Stack Up                                                  | Octubre 1985       | Nintendo                     | |
| Stadium Events                                            | Setembre del 1987  | Bandai                       | |
| Stanley and the Search for Dr. Livingston                 | Octubre del 1992   | Electro Brain Corp.          | |
| Star Force                                                | Novembre del 1987  | Tecmo                        | |
| Star Soldier                                              | Gener 1989         | Taxan                        | |
| Star Trek 25th Anniversary                                | Febrer del 1992    | Ultra                        | |
| Star Trek: The Next Generation                            | Setembre del 1993  | Absolute Entertainment       | |
| Star Voyager                                              | Setembre del 1987  | Acclaim                      | |
| Star Wars                                                 | Novembre 1991      | JVC                          | |
| Starship Hector                                           | Juny del 1990      | Hudson Soft                  | |
| StarTropics                                               | Desembre del 1990  | Nintendo                     | |
| Stealth ATF                                               | Octubre 1989       | Activision                   | |
| Stinger                                                   | Setembre del 1987  | Konami                       | |
| Street Cop                                                | Juny 1989          | Bandai                       | |
| Street Fighter 2010                                       | Setembre del 1990  | Capcom                       | |
| Street Gangs                                              | 1991               | Infogrames                   | River City Ransom als EUA |
| Strider                                                   | Juliol 1989        | Capcom                       | |
| Sunday Funday                                             | 1995               | Wisdom Tree                  | |
| Super Arabian                                             | Juliol 1985        | Sunsoft                      | |
| Super C                                                   | Abril del 1990     | Konami                       | |
| Super Cars                                                | Febrer 1991        | Electro Brain Corp.          | |
| Super Dodge Ball                                          | Juny 1989          | Sony Imagesoft               | |
| Super Glove Ball                                          | Octubre del 1990   | Mattel                       | |
| Super Jeopardy!                                           | Setembre 1991      | Gametek                      | |
| Super Mario Bros.                                         | Octubre 1985       | Nintendo                     | |
| Super Mario Bros./Duck Hunt                               | Novembre del 1988  | Nintendo                     | |
| Super Mario Bros. 2                                       | Octubre del 1988   | Nintendo                     | Llançat al Japó com a Super Mario USA, originàriament el títol japonès és anomenat Doki Doki Panic                                                                   |
| Super Mario Bros. 3                                       | Febrer del 1990    | Nintendo                     | |
| Super Mario World                                         | 1995               |                              | Sense llicència |
| Super Pitfall                                             | Novembre del 1987  | Activision                   | |
| Super Spike V'Ball                                        | Febrer del 1990    | Nintendo                     | |
| Super Sprint                                              |                    | Tengen                       | |
| Super Spy Hunter                                          | Febrer del 1992    | Sunsoft                      | |
| Super Team Games                                          | Novembre del 1988  | Nintendo                     | |
| Super Turrican                                            | del 1992           | Imagineer                    | Només a i |
| Superman                                                  | Desembre del 1988  | Seika                        | |
| Swamp Thing                                               | Desembre del 1992  | THQ                          | |
| Sword Master                                              | Gener del 1992     | Activision                   | |
| Swords and Serpents                                       | Agost del 1990     | Acclaim                      | |
| T                                                         |                    |                              | |
| Taboo: The Sixth Sense                                    | Abril 1989         | Tradewest                    | |
| Tag Team Wrestling                                        | Octubre 1986       | Data East                    | |
| Taggin' Dragon                                            |                    | Bunch Games                  | |
| Tale Spin                                                 | Desembre 1991      | Capcom                       | |
| Target: Renegade                                          | Març del 1990      | Taito                        | |
| Tecmo Baseball                                            | Gener 1989         | Tecmo                        | |
| Tecmo Bowl                                                | Febrer 1989        | Tecmo                        | |
| Tecmo NBA Basketball                                      | Novembre del 1992  | Tecmo                        | |
| Tecmo Super Bowl                                          | Desembre 1991      | Tecmo                        | |
| Tecmo World Cup Soccer                                    | Setembre del 1992  | Tecmo                        | |
| Tecmo World Wrestling                                     | Abril del 1990     | Tecmo                        | |
| Teenage Mutant Ninja Turtles                              | Juny 1989          | Ultra/Konami                 | Gekikame Ninja Den al Japó |
| Teenage Mutant Ninja Turtles II: The Arcade Game          | Desembre del 1990  | Ultra/Konami                 | |
| Teenage Mutant Ninja Turtles III: The Manhattan Project   | Febrer del 1992    | Konami                       | |
| Teenage Mutant Ninja Turtles: Tournament Fighters         | Febrer del 1994    | Konami                       | |
| Tennis                                                    | Octubre 1985       | Nintendo                     | |
| Terminator 2: Judgment Day                                | Febrer del 1992    | LJN                          | |
| The Terminator                                            | Desembre del 1992  | Mindscape                    | |
| Terra Cresta                                              | Març del 1990      | Vic Tokai                    | |
| Tetris                                                    | Novembre 1989      | Nintendo                     | |
| Tetris                                                    | Maig 1989          | Tengen                       | Sense llicència |
| Tetris 2                                                  | Octubre del 1993   | Nintendo                     | |
| The Three Stooges                                         | Octubre 1989       | Activision                   | |
| Thunder and Lightning                                     | Desembre del 1990  | Romstar                      | |
| Thunderbirds                                              | Setembre del 1990  | Activision                   | |
| Thundercade                                               | Juliol 1989        | American Sammy               | |
| Tiger-Heli                                                | Setembre del 1987  | Acclaim                      | |
| Tiles of Fate                                             |                    | American Video Entertainment | |
| Time Lord                                                 | Setembre del 1990  | Milton Bradley Company       | |
| Times of Lore                                             | Maig 1991          | Toho                         | |
| Tiny Toon Adventures                                      | Desembre 1991      | Konami                       | |
| Tiny Toon Adventures 2: Trouble in Wackyland              | Abril del 1993     | Konami                       | |
| Tiny Toon Adventures Cartoon Workshop                     | Desembre del 1992  | ;Konami                      | |
| To the Earth                                              | Novembre 1989      | Nintendo                     | |
| Toki                                                      | Desembre 1991      | Taito                        | |
| Tom and Jerry                                             | Desembre 1991      | Hi Tech                      | |
| Tombs & Treasure                                          | Juny 1991          | Infocom                      | |
| Toobin                                                    |                    | Tengen                       | |
| Top Gun                                                   | Novembre del 1987  | Konami                       | |
| Top Gun: Second Mission                                   | Gener del 1990     | Konami                       | |
| Total Recall                                              | Agost del 1990     | Acclaim                      | |
| Totally Rad                                               | Març 1991          | Jaleco                       | |
| Touchdown Fever                                           | Febrer 1991        | SNK                          | |
| Town and Country II: Thrillas Surfari                     | Març del 1992      | Acclaim                      | |
| Town and Country Surf Designs                             | Febrer del 1988    | LJN                          | |
| Toxic Crusaders                                           | Abril del 1992     | Bandai                       | |
| Track & Field                                             | Abril del 1987     | Konami                       | |
| Track & Field II                                          | Juny 1989          | Konami                       | |
| Treasure Master                                           | Desembre 1991      | American Softworks           | |
| Trog                                                      | Octubre 1991       | Acclaim                      | |
| Trojan                                                    | Febrer del 1987    | Capcom                       | |
| Trolls on Treasure Island                                 |                    | American Sammy               | |
| Twin Cobra                                                | Gener del 1990     | American Sammy               | |
| Twin Eagle                                                | Octubre 1989       | Romstar                      | |
| U                                                         |                    |                              | |
| Ufouria: The Saga                                         | 1991               | Sunsoft                      | Només a i |
| Ultima 3: Exodus                                          | Febrer 1989        | FCI                          | |
| Ultima 4: Quest of the Avatar                             | Desembre del 1990  | FCI                          | |
| Ultima V                                                  | Gener del 1993     | FCI                          | |
| Ultimate Air Combat                                       | Novembre 1991      | Activision                   | |
| Ultimate Basketball                                       | Setembre del 1990  | American Sammy               | |
| Uncharted Waters                                          | Novembre 1991      | Koei                         | |
| Uninvited                                                 | Juny 1991          | Seika                        | |
| The Untouchables                                          | Gener 1991         | Ocean                        | |
| Urban Champion                                            | Juny 1986          | Nintendo                     | Inspirat en la pel·lícula Fight Club |
| V                                                         |                    |                              | |
| Vegas Dreams                                              | Març del 1990      | HAL                          | |
| Venice Beach Volleyball                                   | 1991               | American Video               | |
| Vice: Project Doom                                        | Novembre 1991      | American Sammy               | |
| Videomation                                               | Juny 1991          | THQ                          | |
| Vindicators                                               | del 1988           | Tengen                       | |
| Volleyball                                                | Març del 1987      | Nintendo                     | |
| W                                                         |                    |                              | |
| Wacky Races                                               | Maig del 1992      | Atlus                        | |
| Wall Street Kid                                           | Juny del 1990      | Sofel                        | |
| Wally Bear and the NO! Gang                               |                    | American Video Entertainment | Sense llicència |
| Wario's Woods                                             | Desembre del 1994  | Nintendo                     | |
| Wayne Gretzky's Hockey                                    | Gener 1991         | THQ                          | |
| Wayne's World                                             | Novembre del 1993  | THQ                          | |
| Werewolf: The Last Warrior                                | Novembre del 1990  | Data East                    | |
| Wheel of Fortune                                          | Setembre del 1988  | Gametek                      | |
| Wheel of Fortune Family Edition                           | Març del 1990      | Gametek                      | |
| Wheel of Fortune Featuring Vanna White                    | Gener del 1992     | Gametek                      | |
| Wheel of Fortune Junior Edition                           | Octubre 1989       | Gametek                      | |
| Where in Time is Carmen Sandiego?                         | Octubre 1991       | Konami                       | |
| Where's Waldo?                                            | Setembre 1991      | THQ                          | |
| Who Framed Roger Rabbit?                                  | Setembre del 1988  | LJN                          | |
| Whomp 'Em                                                 | Març 1991          | Jaleco                       | |
| Widget                                                    | Novembre del 1992  | Atlus                        | |
| Wild Gunman                                               | Octubre 1985       | Nintendo                     | |
| Willow                                                    | Desembre 1989      | Capcom                       | |
| Win Lose or Draw                                          | Març del 1990      | Hi Tech                      | |
| Winter Games                                              | Setembre del 1987  | Acclaim                      | |
| Wizardry II: Knight of Diamonds                           | Abril del 1992     | Ascii                        | |
| Wizardry: Proving Grounds of the Mad Overlord             | Juliol del 1990    | Ascii                        | |
| Wizards and Warriors                                      | Desembre del 1987  | Acclaim                      | |
| Wizards and Warriors III                                  | Març del 1992      | Acclaim                      | |
| Wolverine                                                 | Octubre 1991       | LJN                          | |
| World Champ                                               | Abril 1991         | Romstar                      | |
| World Championship Wrestling                              | Abril del 1990     | FCI                          | |
| World Class Track Meet                                    | Agost del 1988     | Nintendo                     | |
| World Games                                               | Març 1989          | Milton Bradley Company       | |
| World Heroes 2                                            | del 1994           | Cony                         | Sense llicència |
| World Super Tennis                                        | 1989               | Asmik                        | Evert and Lendl Top Players' Tennis als EUA · Four Players' Tennis a i                                                                                               |
| Wrath of the Black Manta                                  | Abril del 1990     | Taito                        | |
| Wrecking Crew                                             | Octubre 1985       | Nintendo                     | |
| Wurm: Journey to the Center of the Earth                  | Novembre 1991      | Asmik                        | |
| WWF King of the Ring                                      | Novembre del 1993  | LJN                          | |
| WWF WrestleMania                                          | Gener 1989         | Acclaim                      | |
| WWF WrestleMania Challenge                                | Novembre del 1990  | LJN                          | |
| WWF WrestleMania: Steel Cage                              | Setembre del 1992  | LJN                          | |
| X                                                         |                    |                              | |
| Xenophobe                                                 | Desembre del 1988  | Sunsoft                      | |
| Xevious                                                   | Setembre del 1988  | Bandai                       | Desenvolupat per Namco |
| Xexyz                                                     | Abril del 1990     | Hudson Soft                  | |
| Y                                                         |                    |                              | |
| Yo! Noid                                                  | Novembre del 1990  | Capcom                       | |
| Yoshi                                                     | Juny del 1992      | Nintendo                     | Llançat com a Mario and Yoshi a i |
| Yoshi's Cookie                                            | Abril del 1993     | Nintendo                     | |
| The Young Indiana Jones Chronicles                        | Desembre del 1992  | Jaleco                       | |
| Z                                                         |                    |                              | |
| Zanac                                                     | Octubre del 1987   | FCI                          | |
| Zelda II: The Adventure of Link                           | Desembre del 1988  | Nintendo                     | The Legend of Zelda 2: Rinku no Bouken al Japó |
| Zen: Intergalactic Ninja                                  | Març del 1993      | Konami                       | |
| Zoda's Revenge: StarTropics II                            | Març del 1994      | Nintendo                     | |
| Zombie Nation                                             | Setembre 1991      | Meldac                       | Abarenbou Tengu al Japó |